# Biblioteca Pública de Oakland
Biblioteca Pública de Oakland (idioma inglés: Oakland Public Library, OPL) es el sistema de las bibliotecas en Oakland, California, Estados Unidos. El sistema tiene una biblioteca central y muchas bibliotecas. La sucursal César E. Chávez tiene servicios en español.

## Bibliotecas
- Biblioteca central
- Asian
- Brookfield
- César E. Chávez
- Dimond
- Eastmont
- Elmhurst
- Golden Gate
- Lakeview
- Martin Luther King, Jr.
- Melrose
- Montclair
- Piedmont Avenue
- Rockridge
- Temescal
- West Oakland